# 宮崎内海デジタルテレビ中継局
宮崎内海デジタルテレビ中継局（みやざきうちうみデジタルテレビちゅうけいきょく）は、宮崎県宮崎市にあるデジタルテレビ中継局である。

## 概要
宮崎市内海地区の内海駅（JR日南線）周辺地域を放送区域としている。

## 放送設備

### 所在地
- 宮崎県宮崎市内海（JR内海駅西側山）

### 地上デジタルテレビ放送
| ID | 放送局名      | 放送局名      | 物理チャンネル | 空中線電力 | ERP  | 放送対象地域 | 放送区域内世帯数 |
| -- | ------------- | ------------- | -------------- | ---------- | ---- | ------------ | ---------------- |
| 1  | NHK宮崎       | 総合          | 28ch           | 50mW       | 89mW | 宮崎県       | 301世帯          |
| 2  | NHK宮崎       | Eテレ         | 26ch           | 50mW       | 91mW | 全国         | 301世帯          |
| 3  | UMKテレビ宮崎 | UMKテレビ宮崎 | 32ch           | 50mW       | 93mW | 宮崎県       | 301世帯          |
| 6  | MRT宮崎放送   | MRT宮崎放送   | 30ch           | 50mW       | 93mW | 宮崎県       | 301世帯          |

#### 補足
- 2009年10月16日予備免許交付、同10月26日試験放送開始、同11月30日本放送開始[2]。
- 実効輻射電力（ERP）：NHK総合が89mW[3]、NHK Eテレが91mW[4]、UMKテレビ宮崎・MRT宮崎放送が93mWである[5][6]。